# Olanchito
Olanchito – miasto w północnym Hondurasie, w departamencie Yoro, położone nad rzeką Aguán. Ludność: 22,6 tys. (2001).